# Bulbul encaputxat
El bulbul encaputxat (Rubigula melanictera; syn: Pycnonotus flaviventris) és una espècie d'ocell de la família dels picnonòtids (Pycnonotidae). És endèmic de Sri Lanka. Els seus hàbitats principals són els boscos tropicals i subtropicals de frondoses secs, els boscos tropicals i subtropicals de frondoses humits de les terres baixes i de l'estatge montà, els manglars, les zones riberenques, les plantacions, els jardins rurals, les àrees urbanes i les àrees forestals fortament degradades. El seu estat de conservació es considera de risc mínim.